# Wojciech Dajczak
Wojciech Tadeusz Dajczak (ur. 19 grudnia 1962 w Poznaniu) – polski prawnik, profesor nauk prawnych, nauczyciel akademicki, sędzia, radca prawny.

## Życiorys
Pochodzi z rodu Dajczaków, który zamieszkiwał Kresy Wschodnie na Podolu. Jego ojcem był Piotr Dajczak (1910–1982).
W 1986 ukończył studia na Wydziale Prawa i Administracji Uniwersytetu Mikołaja Kopernika w Toruniu, na którym został zatrudniony jako pracownik naukowy. W latach 1991–1993 był asesorem sądowym, a następnie w latach 1993–1994 sędzią Sądu Rejonowego w Świeciu, a później w Bydgoszczy. 24 stycznia 1994 uzyskał stopień doktora nauk prawnych na podstawie rozprawy pt. Zapisy na rzecz żony w prawie rzymskim (promotor: prof. zw. dr hab. Władysław Bojarski).
23 marca 1999 uzyskał stopień doktora habilitowanego nauk prawnych na podstawie dorobku naukowego oraz rozprawy pt. Zwrot „bona fides” w rozstrzygnięciach dotyczących kontraktów u prawników rzymskich okresu klasycznego (recenzenci: prof. zw. dr hab Władysław Bojarski, prof. zw dr hab. Władysław Rozwadowski, dr hab. Edward Szymoszek).
1 lutego 2000 został zatrudniony na stanowisku profesora Uniwersytetu im. Adama Mickiewicza w Poznaniu, w latach 2002–2005 pełnił funkcję prodziekana Wydziału Prawa i Administracji Uniwersytetu im. Adama Mickiewicza ds. współpracy międzynarodowej oraz kierownika Studium Prawa Niemieckiego na tymże wydziale. Obecnie pełni funkcję wydziałowego koordynatora programu stypendialnego Socrates/Erasmus WPiA UAM.
Współpracuje z zagranicznymi ośrodkami naukowymi m.in. w Heidelbergu, Kolonii, Padwie, Trydencie. Wielokrotnie wygłaszał referaty na konferencjach międzynarodowych i wykłady w wielu ośrodkach akademickich za granicą. Członek Collegium Invisibile.
Był współredaktorem (wraz z A. J. Szwarcem i P. Wilińskim) „Handbook of Polish Law” (2011, ISBN 978-83-262-0987-1).
Uczestnik (wspólnie m.in. z Franciszkiem Longchamps de Bérier) projektów badawczych m.in. „Polnisches und deutsches Sachenrecht im 20. Jahrhundert  –  Romanistische Tradition, gemeinsame Erfahrungen, europäische Perspektive, 2001–2004”.
Został wybrany na członka Komitetu Nauk Prawnych Polskiej Akademii Nauk kadencji 2020–2023.
Stypendysta różnych fundacji m.in.
- Padwa IV 1989 r. Instytut Prawa Rzymskiego Uniwersytetu w Padwie
- Rzym XI i XII 1990 r. Centro Incontri e Studi Europei Instytut Prawa Rzymskiego Uniwersytetu La Sapienza
- Rzym XI 1995 Fundacji Szyszkowskich  Instytut Prawa Rzymskiego Uniwersytetu La Sapienza
- Neapol IV 1997 IMG Komisji Europejskiej Instytut Prawa Rzymskiego Uniwersytetu Fryderyka II
- Kolonia I i IV 2000 Fundacji Hertza Instytut Prawa Rzymskiego Uniwersytetu w Kolonii
- Kolonia 2004 Fundacji Alexandra von Humboldta Instytut Prawa Rzymskiego Uniwersytetu w Kolonii

## Publikacje z zakresu prawa rzymskiego
- 2009, Prawo rzymskie. U podstaw prawa prywatnego, Wyd. Prawnicze PWN, Warszawa 2009, wspólnie z Tomaszem Giaro i Franciszkiem Longchamps de Bérier
- 2008, Dyskusja o zakresie przedmiotowym własności. Uwagi z perspektywy tradycji prawa rzymskiego, Problemy własności w ujęciu historyczno-prawnym, Opole, 25-35
- 2007, Rzymska res incorporalis a kształtowanie się pojęć ‘rzeczy’ i ‘przedmiotu praw rzeczowych’ w europejskiej nauce prawa prywatnego, Wydawnictwo Naukowe UAM
- 2005 Zapisy na rzecz żony w prawie rzymskim, Toruń
- 1998 Zwrot „bona fides” w rozstrzygnięciach dotyczących kontraktów u prawników rzymskich okresu klasycznego, Toruń
- 1995 „Verba iuris”. Reguły i kazusy prawa rzymskiego, Toruń, publikacja napisana wspólnie z Władysławem Bojarskim i Andrzejem Sokalą.